# Roberto Lanfranchi
Roberto Martín Lanfranchi (La Plata; 24 de marzo de 1978) es un exfutbolista argentino que jugaba como mediocampista. Jugó 25 partidos y convirtió 2 goles en 2 categorías de Argentina (Primera División, Federal B). En el año 2000 pasó a jugar con el Municipal de Guatemala.

## Clubes
| Club                    | País       | Año       |
| ----------------------- | ---------- | --------- |
| Estudiantes de La Plata | Argentina  | 1997-2000 |
| Deportivo Municipal     | Guatemala  | 2000-2001 |
| Regatas San Nicolás     | Argentina  | 2001-2002 |
| Saprissa                | Costa Rica | 2002      |
| Deportivo Municipal     | Guatemala  | 2002-2003 |
| Guabirá                 | Bolivia    | 2004      |
| Alvarado                | Argentina  | 2005      |
| Atlético Unión          | Argentina  | 2010-2011 |